# Cryptocoryne undulata
Cryptocoryne undulata är en kallaväxtart som beskrevs av Wendt. Cryptocoryne undulata ingår i släktet Cryptocoryne och familjen kallaväxter. Inga underarter finns listade.